# Elachocharax geryi
Elachocharax geryi är en fiskart som beskrevs av Weitzman och Kanazawa, 1978. Elachocharax geryi ingår i släktet Elachocharax och familjen Crenuchidae. Inga underarter finns listade i Catalogue of Life.